# Wilhelm von Schweden

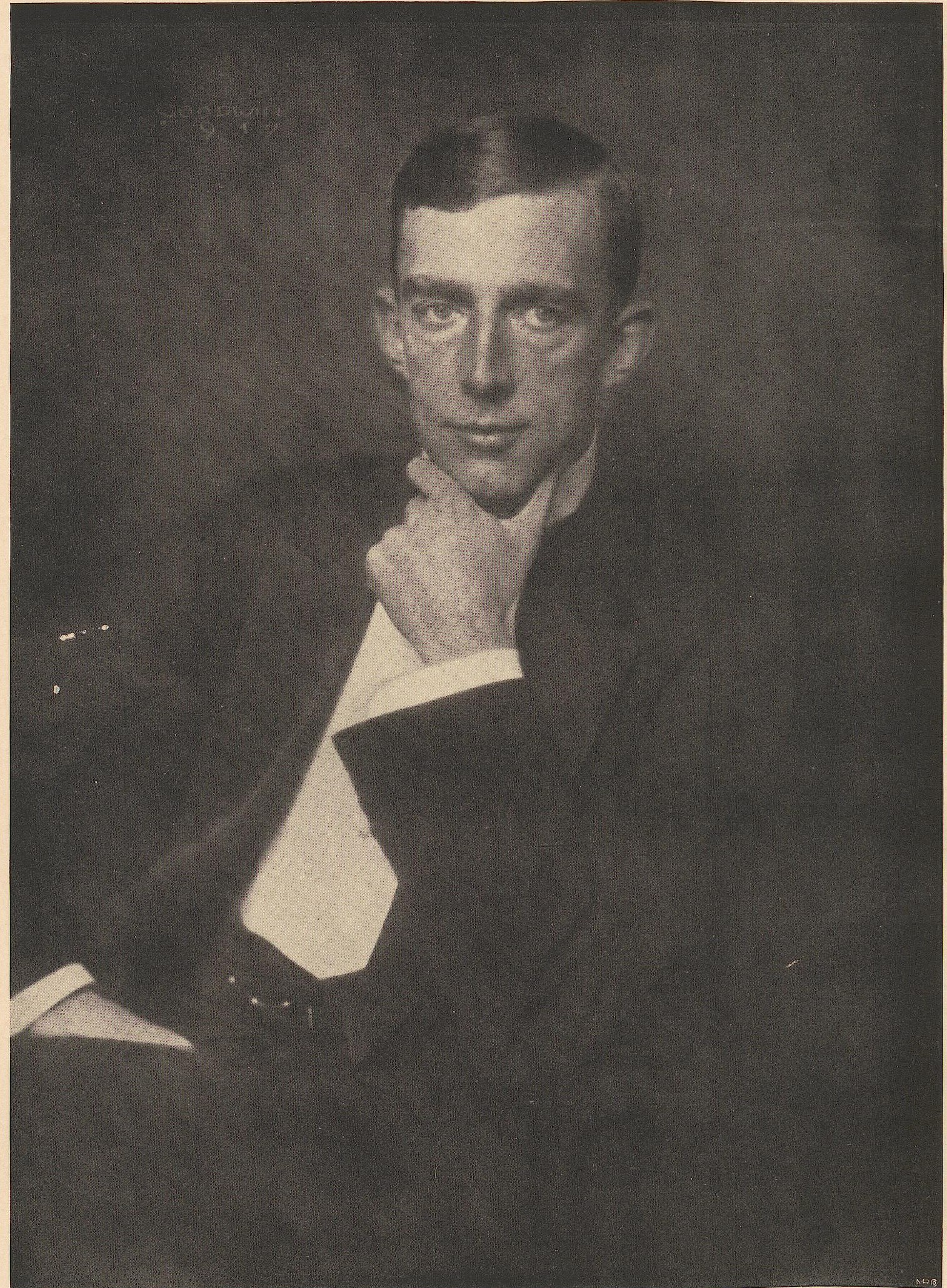
Henry B. Goodwin: Prinz Wilhelm von Schweden (1917)

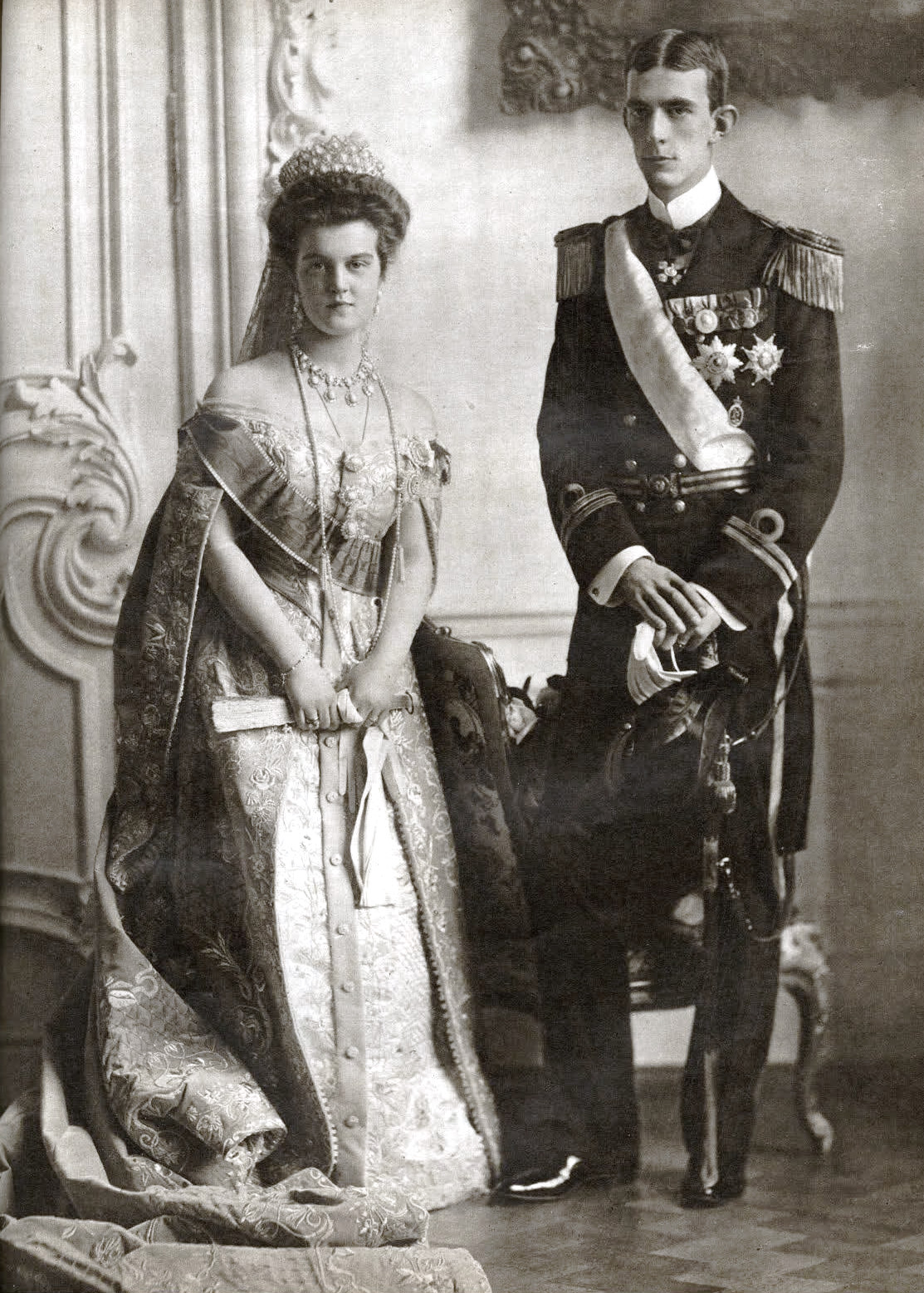
Großfürstin Maria Pawlowna und Wilhelm von Schweden, 1908

Carl Wilhelm Ludvig, genannt Wilhelm (* 17. Juni 1884 in Schloss Tullgarn, Södertälje; † 5. Juni 1965 in Flen) war ein schwedischer Prinz und Herzog von Södermanland.

## Leben
Seine Eltern waren König Gustav V. von Schweden und Viktoria von Baden. Er war der Bruder des späteren schwedischen Königs Gustav VI.
Prinz Wilhelm war 1908 bis 1914 mit der Großfürstin von Russland Maria Pawlowna (1890–1958) verheiratet. Aus der Ehe ging mit Lennart Bernadotte (1909–2004) ein Kind hervor.
Um 1939 wurde Wilhelm Präsident des schwedischen PEN-Clubs.
Nach der Scheidung 1914 lernte er seine zukünftige Lebensgefährtin Jeanne Leocadie de Tramcourt (1875–1952) kennen und lebte mit ihr im Schloss Stenhammar. Sie war offiziell als Schlosswirtin bis zu ihrem Tode an seiner Seite. Sie starb am 2. Januar 1952 während eines Schneesturmes bei einem Verkehrsunfall nach einem Besuch bei Lennart Bernadotte. Prinz Wilhelm, der das Auto fuhr, konnte sich für den Rest seines Lebens nicht von diesem erschütternden Erlebnis erholen.
Wilhelm nahm an mehreren wissenschaftlichen, ethnographischen und archäologischen Expeditionen teil. Er besuchte Thailand, Afrika und Zentralamerika und war Mitarbeiter (Autor und Regie) an mehreren Dokumentarfilmen. Er schrieb Gedichte, Romane und Erzählungen von den Reisen. Als Prinz Wilhelm war er ein bekannter Fotograf und Autor weit mehr als 30 Bücher. Überdies liebte er die Jagd.

## Werke (Auswahl)
- Wild African Animals I Have Known, John Lane, 1923
- Svarta noveller (Schwarze Geschichten), Norstedt & Söner, 1924
- Amerika från estraden (Amerika vom Podium), 1928
- Fransysk visit (Französischer Besuch), Norstedt & Söner, 1946
- Känner du landet (Kennst du das Land?), 1950
- Blick Tillbaka (Schau zurück), Vingförlaget, 1952

## Filmografie (Auswahl)

### Regie
- Med prins Wilhelm på afrikanska jakstigar (Leben afrikanischer Menschen und Tiere), Erstaufführung am 6. März 1922 in Göteborg
- Havets melodi (Die Melodie des Meeres), 1934
- Folk mellan fjäll (Menschen zwischen Bergen), 1938
- Ekhult heter gården (Der Name des Gartens ist Ekhult), 1941

### Drehbuch
- Uddeholm, 1946
- Skärkarlar och sälar på Harstena (Schals und Siegel bei Harstena), 1947

## Auszeichnungen (Auswahl)
- 1948: Kommandant mit Großkreuz des Wasaordens
- Ritter des dänischen Elefanten-Ordens
- Großkreuz des italienischen Annunziaten-Ordens
- Großkreuz des Finnischen Ordens der Weißen Rose
- Ritter der siamesischen Chakri-Ordens
- Ritter des Schwarzen Adlerordens
- Ritter des Orden des heiligen Karl

## Trivia
Wilhelm lernte 1939 Thomas Mann in Stockholm kennen, wo sie sich 1950 wiedertrafen.

## Vorfahren
| Ahnentafel von Wilhelm von Schweden | Ahnentafel von Wilhelm von Schweden                                                             | Ahnentafel von Wilhelm von Schweden                                                                         | Ahnentafel von Wilhelm von Schweden                                                                           | Ahnentafel von Wilhelm von Schweden                                                                      | Ahnentafel von Wilhelm von Schweden                                                                                     | Ahnentafel von Wilhelm von Schweden                                                                                     | Ahnentafel von Wilhelm von Schweden                                                                               | Ahnentafel von Wilhelm von Schweden                                                                                      |
| ----------------------------------- | ----------------------------------------------------------------------------------------------- | --- | --- | --- | --- | --- | --- | --- |
| Ururgroßeltern                      | König Karl XIV. Johann (1763–1844) ⚭ 1798 Désirée Clary (1777–1860)                             | Eugène de Beauharnais, Herzog von Leuchtenberg (1781–1824) ⚭ 1806 Prinzessin Auguste von Bayern (1788–1851) | Fürst Friedrich Wilhelm von Nassau-Weilburg (1768–1816) ⚭ 1788 Gräfin Isabelle zu Sayn-Hachenburg (1772–1827) | Herzog Paul von Württemberg (1785–1852) ⚭ 1805 Herzogin Charlotte von Sachsen-Hildburghausen (1787–1847) | Großherzog Karl Friedrich von Baden (1728–1811) ⚭ 1787 Freiin Luise Karoline Geyer von Geyersberg (1768–1820)           | König Gustav IV. Adolf von Schweden (1778–1837) ⚭ 1797 Prinzessin Frederike Dorothea von Baden (1781–1826)              | König Friedrich Wilhelm III. von Preußen (1770–1840) ⚭ 1793 Prinzessin Luise von Mecklenburg-Strelitz (1776–1810) | Großherzog Karl Friedrich von Sachsen-Weimar-Eisenach (1783–1853) ⚭ 1804 Großfürstin Maria Pawlowna Romanowa (1786–1859) |
| Urgroßeltern                        | König Oskar I. (1799–1859) ⚭ 1823 Prinzessin Josephine Beauharnais von Leuchtenberg (1807–1876) | König Oskar I. (1799–1859) ⚭ 1823 Prinzessin Josephine Beauharnais von Leuchtenberg (1807–1876)             | Herzog Wilhelm I. von Nassau (1792–1839) ⚭ 1829 Prinzessin Pauline von Württemberg (1810–1856)                | Herzog Wilhelm I. von Nassau (1792–1839) ⚭ 1829 Prinzessin Pauline von Württemberg (1810–1856)           | Großherzog Leopold von Baden (1790–1852) ⚭ 1819 Prinzessin Sophie Wilhelmine von Schleswig-Holstein-Gottorf (1801–1865) | Großherzog Leopold von Baden (1790–1852) ⚭ 1819 Prinzessin Sophie Wilhelmine von Schleswig-Holstein-Gottorf (1801–1865) | Kaiser Wilhelm I. (1797–1888) ⚭ 1829 Prinzessin Augusta von Sachsen-Weimar-Eisenach (1811–1890)                   | Kaiser Wilhelm I. (1797–1888) ⚭ 1829 Prinzessin Augusta von Sachsen-Weimar-Eisenach (1811–1890)                          |
| Großeltern                          | König Oskar II. (1829–1907) ⚭ 1857 Prinzessin Sophia von Nassau (1836–1913)                     | König Oskar II. (1829–1907) ⚭ 1857 Prinzessin Sophia von Nassau (1836–1913)                                 | König Oskar II. (1829–1907) ⚭ 1857 Prinzessin Sophia von Nassau (1836–1913)                                   | König Oskar II. (1829–1907) ⚭ 1857 Prinzessin Sophia von Nassau (1836–1913)                              | Großherzog Friedrich I. von Baden (1826–1907) ⚭ 1856 Prinzessin Luise von Preußen (1838–1923)                           | Großherzog Friedrich I. von Baden (1826–1907) ⚭ 1856 Prinzessin Luise von Preußen (1838–1923)                           | Großherzog Friedrich I. von Baden (1826–1907) ⚭ 1856 Prinzessin Luise von Preußen (1838–1923)                     | Großherzog Friedrich I. von Baden (1826–1907) ⚭ 1856 Prinzessin Luise von Preußen (1838–1923)                            |
| Eltern                              | König Gustav V. (1858–1950) ⚭ 1881 Prinzessin Viktoria von Baden (1862–1930)                    | König Gustav V. (1858–1950) ⚭ 1881 Prinzessin Viktoria von Baden (1862–1930)                                | König Gustav V. (1858–1950) ⚭ 1881 Prinzessin Viktoria von Baden (1862–1930)                                  | König Gustav V. (1858–1950) ⚭ 1881 Prinzessin Viktoria von Baden (1862–1930)                             | König Gustav V. (1858–1950) ⚭ 1881 Prinzessin Viktoria von Baden (1862–1930)                                            | König Gustav V. (1858–1950) ⚭ 1881 Prinzessin Viktoria von Baden (1862–1930)                                            | König Gustav V. (1858–1950) ⚭ 1881 Prinzessin Viktoria von Baden (1862–1930)                                      | König Gustav V. (1858–1950) ⚭ 1881 Prinzessin Viktoria von Baden (1862–1930)                                             |
| Wilhelm von Schweden                |                                                                                                 | | | | | | | |